# Tricholoma equestre
 (novembre 2012).
Tricholome équestre, Chevalier
Pour les articles homonymes, voir Chevalier.
Espèce
Tricholoma equestre, le tricholome équestre, Chevalier, également nommé tricholome chevalier, tricholome des chevaliers, Bidaou (du gascon bidau, appellation  régionale dans les Landes de Gascogne), Canari ou encore Jaunet, est une espèce de champignons basidiomycètes, non comestibles, du genre Tricholoma, de la famille des Tricholomataceae.
Son qualificatif viendrait de ce qu'il était servi à la table des chevaliers, contrairement au bolet des bouviers par exemple. Ses autres noms vernaculaires se réfèrent à sa couleur jaune. Il s'est aussi appelé auratum (doré) et flavovirens (jaune-vert) mais on considère aujourd'hui qu'il s'agit d'espèces distinctes.

## Taxonomie

### Nom binomial accepté
Tricholoma equestre var. equestre (L.) P. Kumm. 1871

### Synonymes
- Agaricus auratus Paulet 1793
- Agaricus equestris L. 1753
- Agaricus flavovirens Pers. 1793
- Gyrophila equestris (L.) Quél. 1886
- Gyrophila equestris var. aurata (Paulet) Quél. 1886
- Melanoleuca equestris (L.) Murrill 1914
- Tricholoma auratum (Paulet) Gillet 1874
- Tricholoma flavovirens (Pers.) S. Lundell 1942

Il faut noter que le tricholome équestre et le tricholome doré ont longtemps été associés comme synonymes ou comme deux variétés d'une même espèces mais ils semblent aujourd'hui être différenciés. La confusion est cependant encore possible dans certains ouvrages actuels. 

## Description du sporophore
Le chapeau, de 5 à 10 cm de diamètre, est hémisphérique, convexe, puis s'étale se creusant parfois.
Les individus sont grégaires.
La marge est ondulée et parfois striée.
La cuticule, légèrement visqueuse sous la pluie, retient de la terre et des débris végétaux. Elle est de couleur jaune vif à jaune olivacé, jaune olivâtre à jaune vif, mouchetée de noir vers le centre, se couvrant ensuite de squamules ochracées donnant un aspect fibrilleux au centre ou sur l'ensemble de la surface.
Les lames sont assez serrées, inégales, jaune citrin puis sulphurin.
Le pied est robuste, 7 à 10 cm, concolore au chapeau, ferme et trapu, fibrilleux, s'épaississant souvent vers la base.
La chair est assez épaisse, blanche, teintée de jaune sous la cuticule et dans le pied.
L'odeur est faible, nulle à faiblement fongique ; chez les sujets plus vieux, elle est parfois terreuse à moisie sous les lames.
La saveur est douce.
La sporée est blanchâtre à jaunâtre

## Habitat
Il vient sous les feuillus comme sous les conifères, appréciant la couverture des pins et épicéas, plutôt en terrain siliceux, acides et sableux, de l'automne à l'hiver. Plus rarement sous les feuillus.
Il est facilement repérable car il forme une petite motte de terre sableuse lorsque son « chapeau » perce le sol, bien qu'il arrive à pratiquer le mimétisme en empruntant toutes les nuances du sable et du brunissement des mousses.

## Comestibilité
Ce champignon avait par le passé une réputation de très bon comestible mais des repas copieux et répétés de champignons peuvent déclencher soudainement des réactions allergiques et ont été à l'origine de plusieurs intoxications mortelles dans les années 1990, ce qui lui a valu d'être classé dans les espèces toxiques. Comestible apprécié (consommé en grande quantité dans les Landes de Gascogne, notamment dans la préparation des salmis), il est, comme le Tricholome doré (Tricholoma auratum), depuis 2001 classé dans la catégorie des champignons toxiques à cause de cas d'empoisonnements (rhabdomyolyse), parfois mortels, intervenus après une consommation excessive ou répétée (supérieure à 300 grammes, même répartis sur plusieurs jours) (voir la liste des champignons toxiques). Ces notions de volume supportable par l'humain étant sujettes à variations en fonction de sa morphologie et de son état de santé, il est plus prudent de s'abstenir.
L'espèce a également une forte capacité de bioaccumulation du césium 137.

## Interdiction à la vente
Le tricholome équestre est interdit en France à la vente et à l'importation après que 12 cas de rhabdomyolyses aigües (destruction des cellules musculaires), survenus dans le sud-ouest de la France entre 1992 et 2000, dont trois mortels ont été rapportés.

### Symptômes
Les cas observés ont été clairement imputés à une consommation excessive de tricholome équestre ; le temps de latence varie de 24 à 72 heures après ingestion. Les premiers signes associent une fatigue musculaire anormale, des douleurs musculaires prédominant au niveau des hanches et des épaules ainsi que des sueurs sans fièvre. Les troubles digestifs sont mineurs voire absents. Les symptômes associés à une consommation de tricholomes doivent faire l’objet d’une consultation immédiate.

## Espèces proches et risque de confusion
Comme il s'agit d'une espèce recherchée, les mycologues indiquent parfois des risques de confusion avec des amanites plus ou moins jaunes, Amanite citrine voire Amanite phalloïde, ou bien avec des cortinaires tels que Cortinarius splendens.
Le Tricholome chevalier ne possède ni volve ni anneau ni cortine, pas plus d'ailleurs par exemple que la chair cassante des Russules jaunes. Il ne peut guère être confondu qu'avec d'autres Tricholomes, et notamment :
- Tricholoma auratum qui lui est très semblable, plus gros, plus trapu et poussant dans les pinèdes sablonneuses du littoral atlantique, notamment en France dans les landes ;
- Tricholoma sulphureum, plus grêle, à la cuticule sèche et dégageant une odeur de gaz ;
- Tricholoma sejunctum, plus verdâtre mêlé de brun.

## Galerie
Principaux caractères distinctifs de Tricholoma equestre

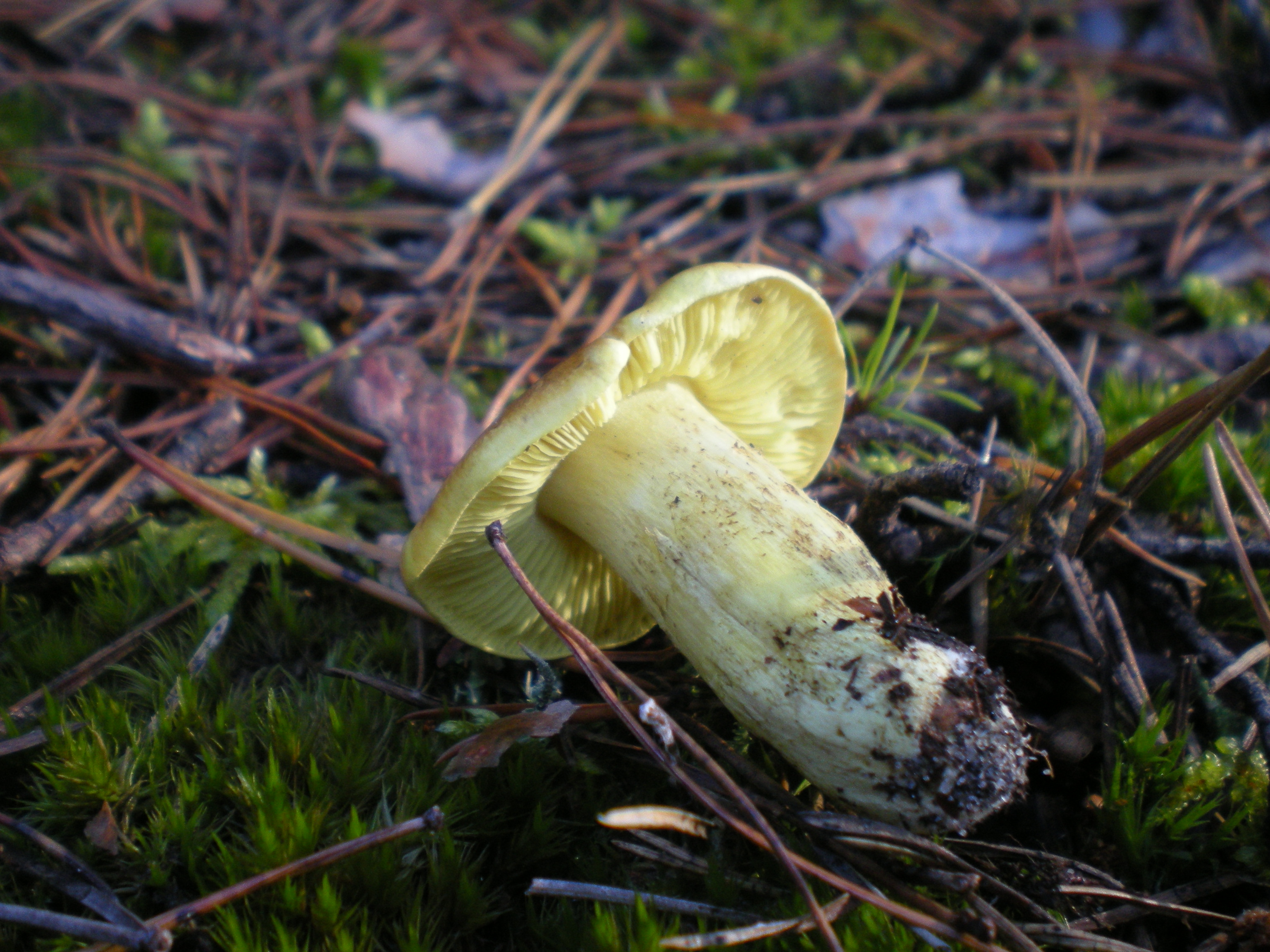
Pied robuste
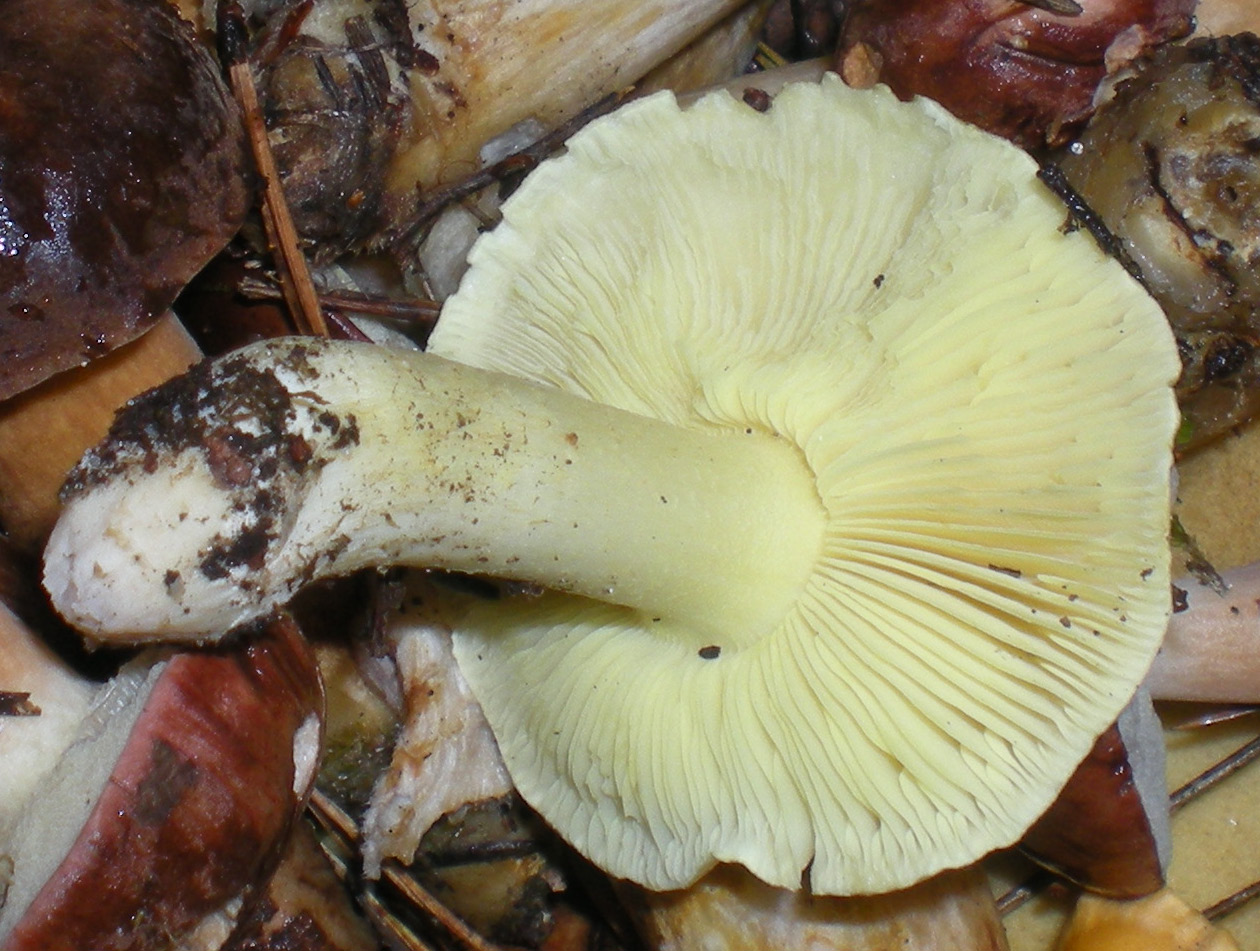
Lames serrées
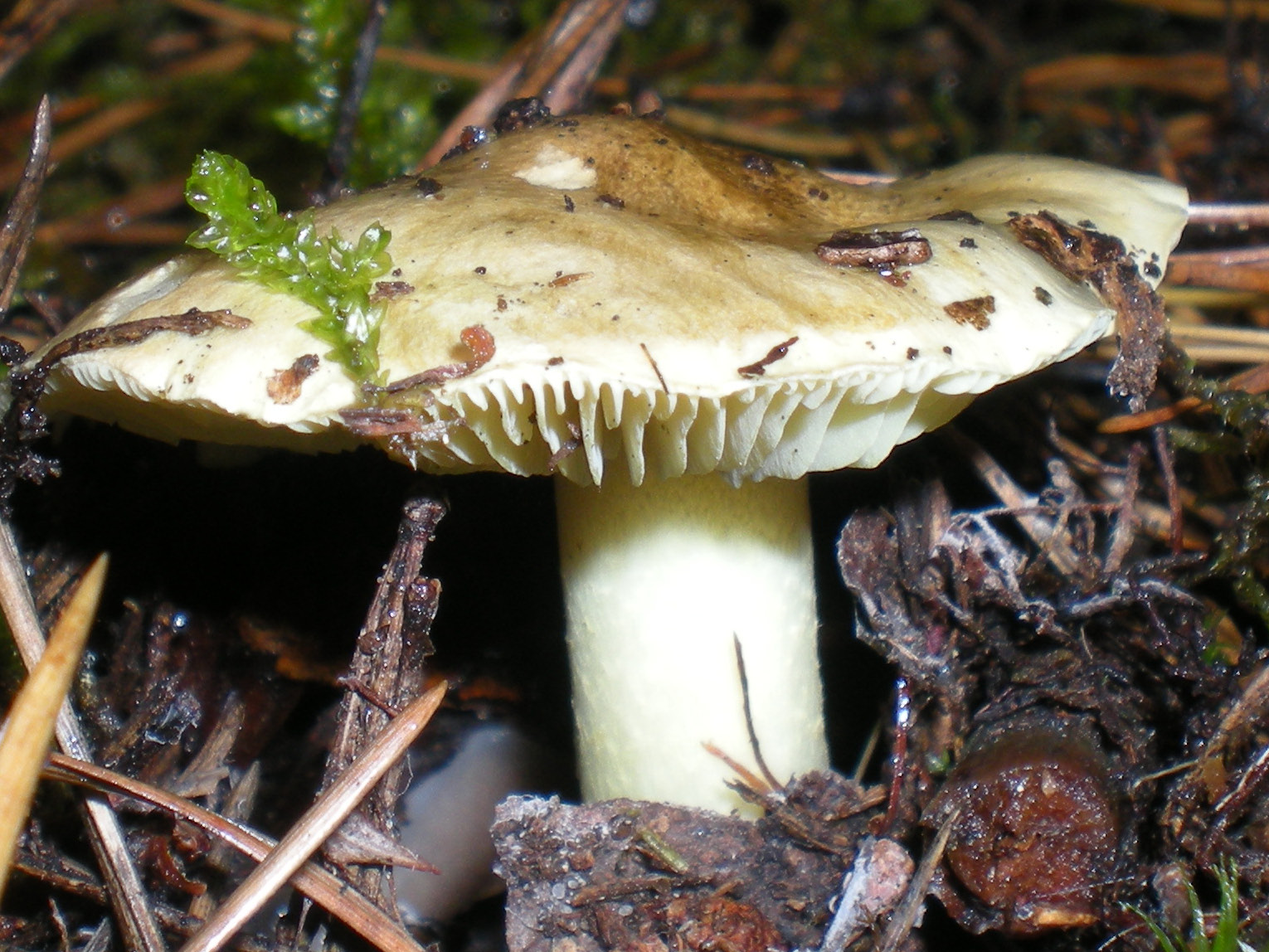
Marge relevée
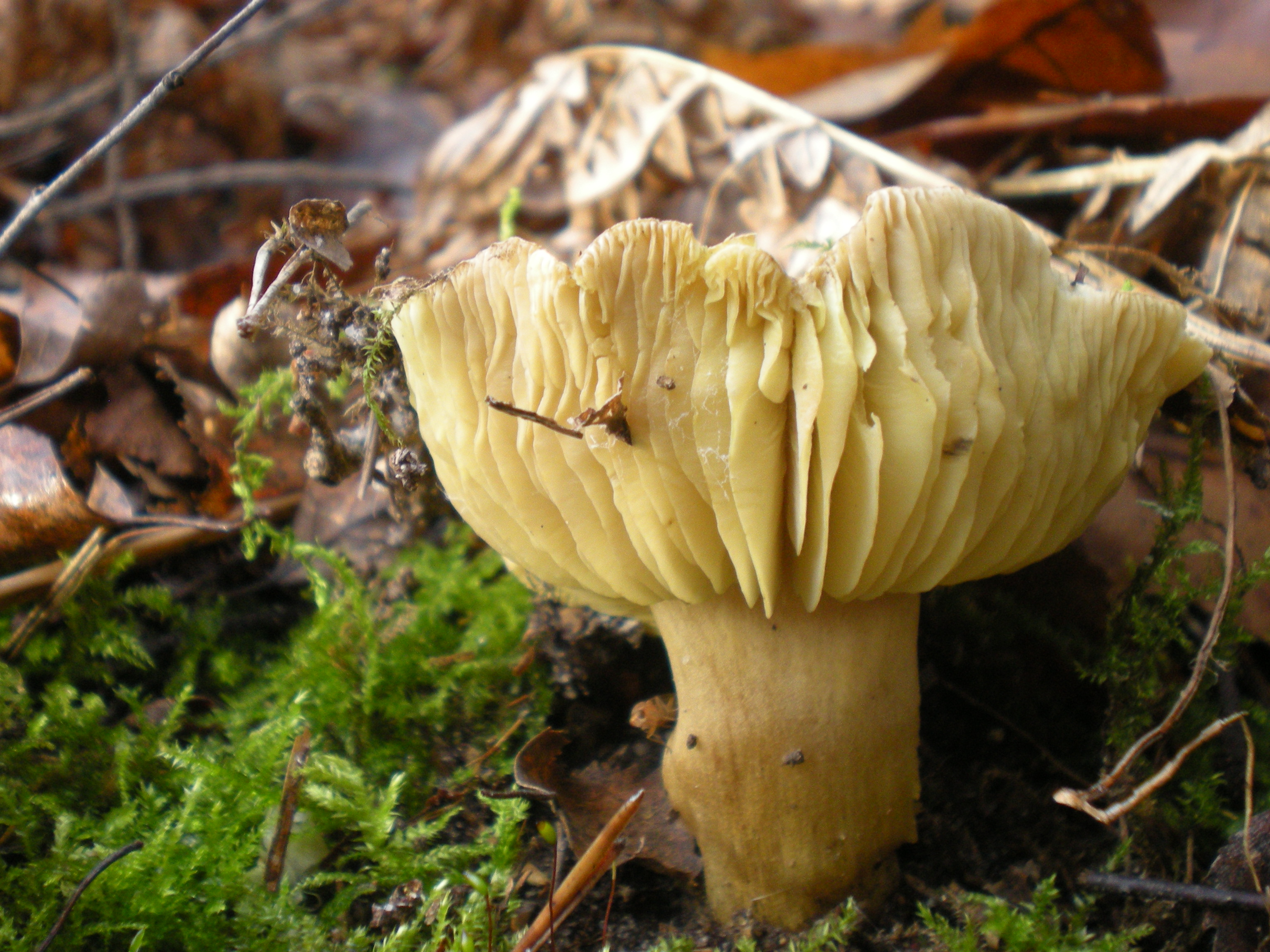
Marge révolutée

Tricholoma equestre est parfois confondu avec les espèces suivantes :

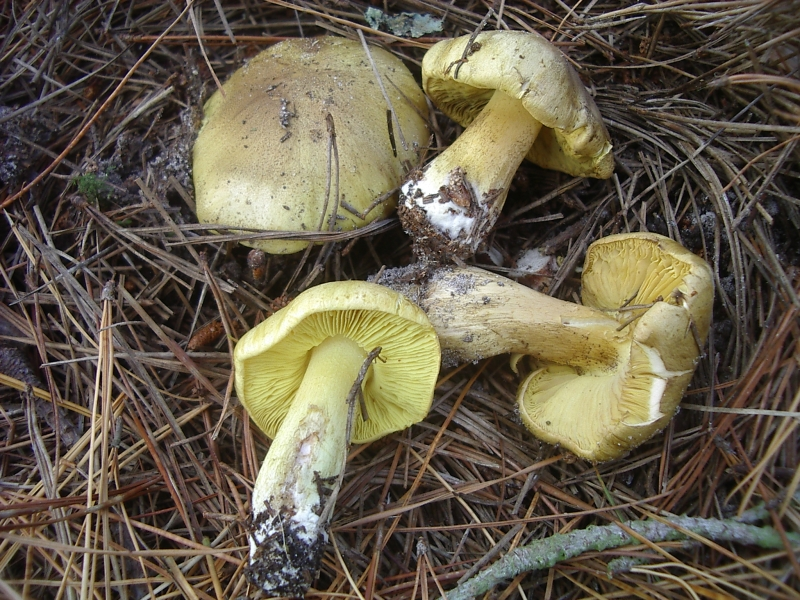
Tricholoma auratum
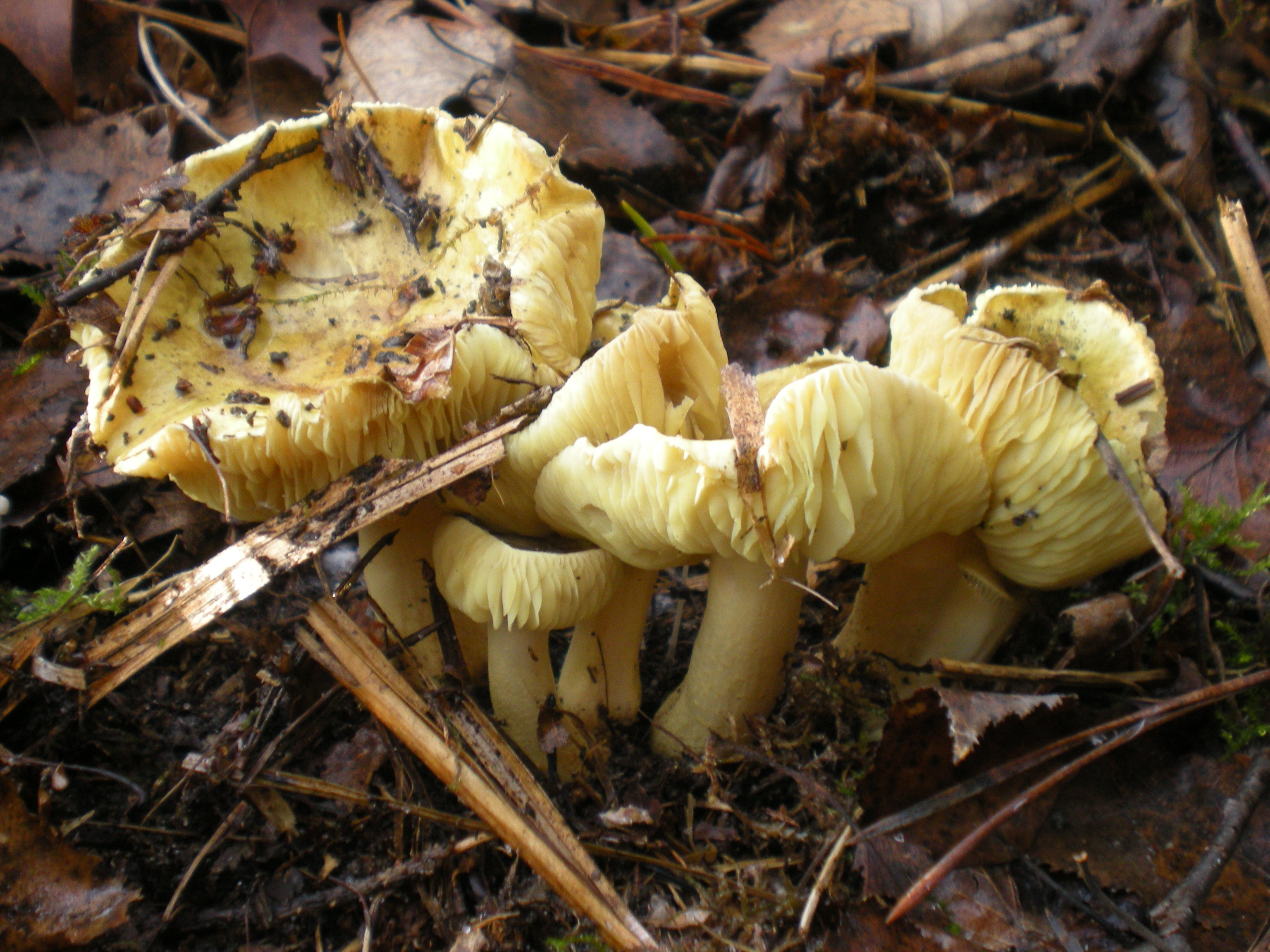
Tricholoma flavovirens
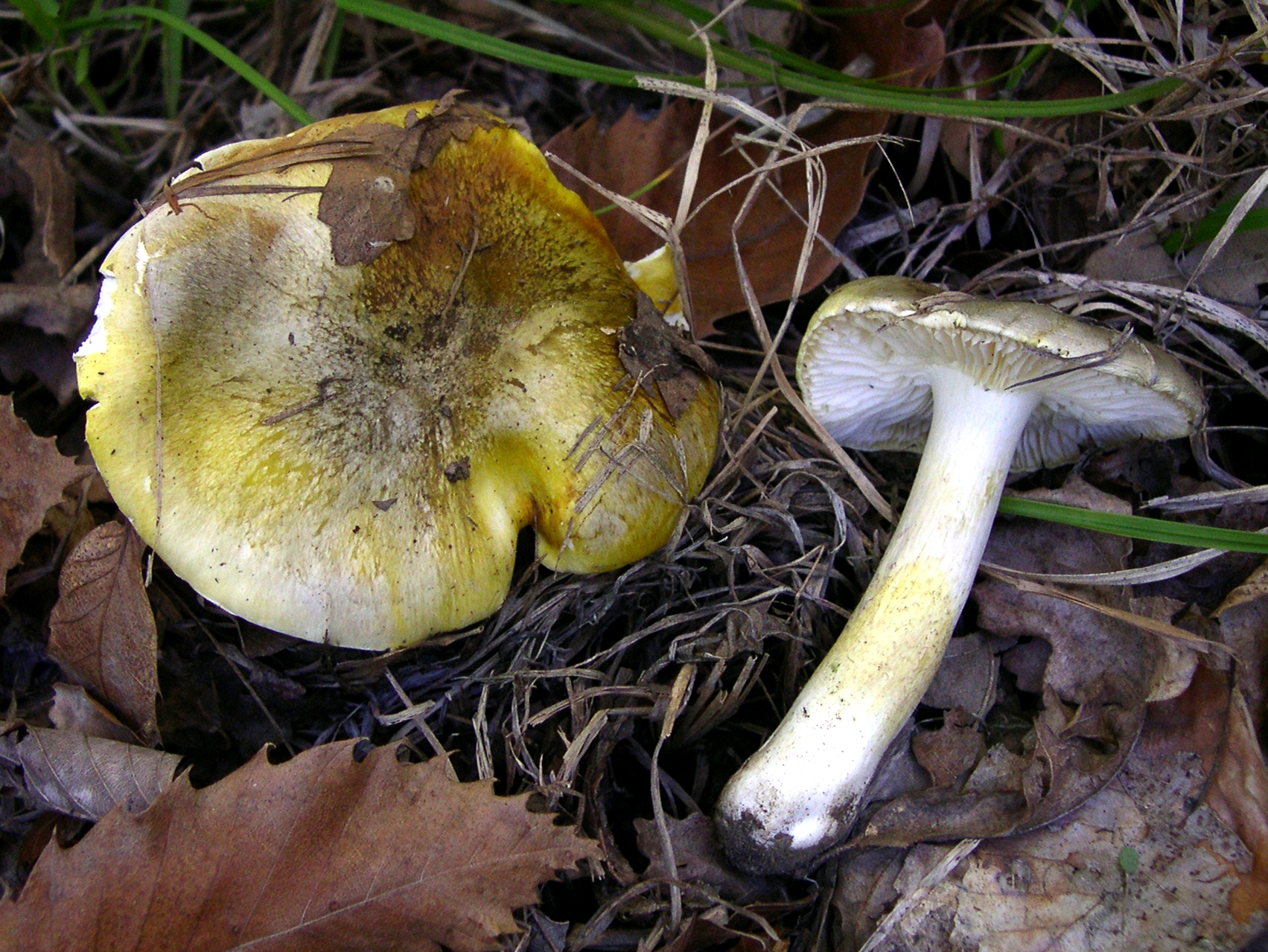
Tricholoma sejunctum
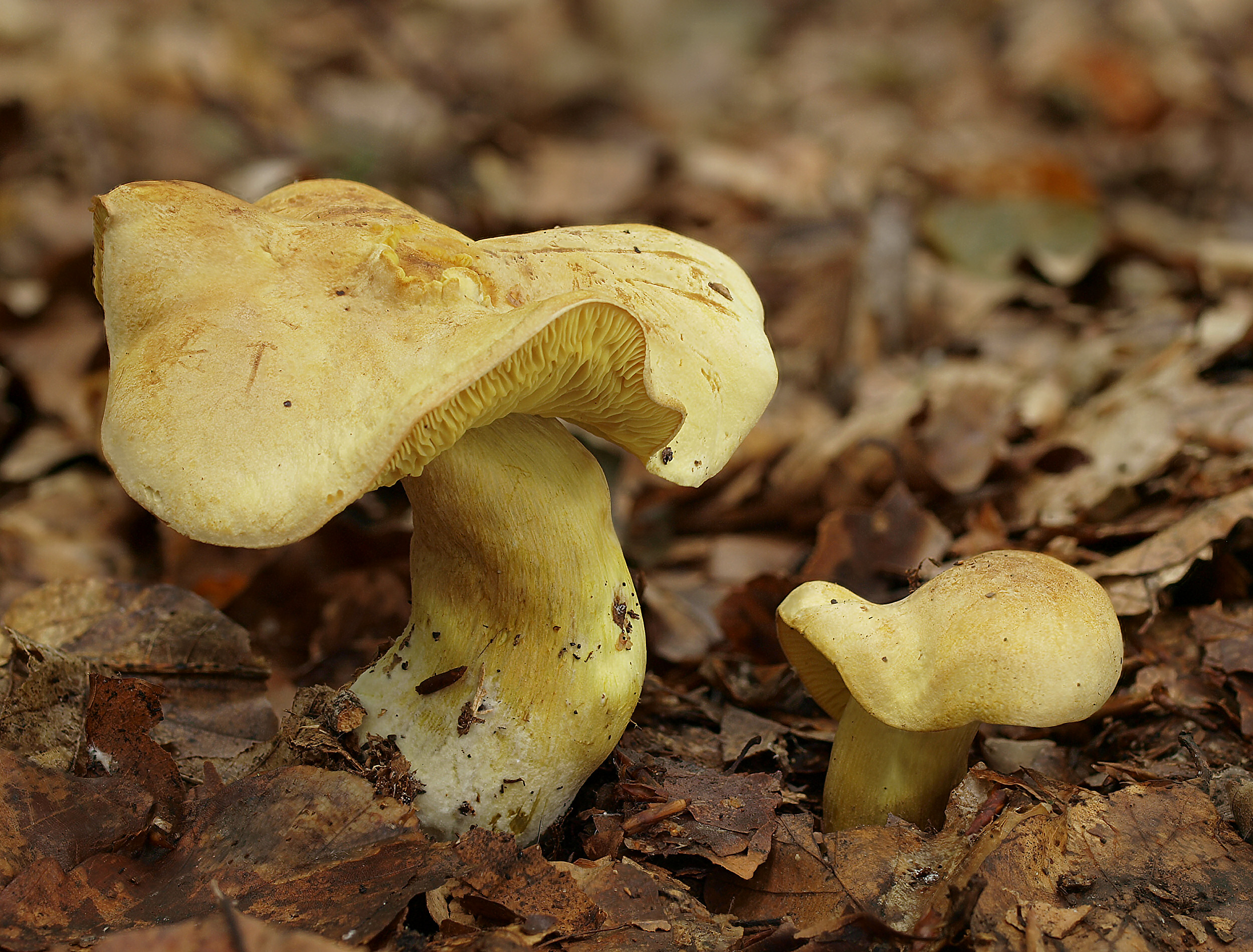
Tricholoma sulphureum

## Sources
- André Marchand, Champignons du Nord et du Midi, tome IX/IX, 1986,  (ISBN 2-903940-04-5)
- Jean-Louis Lamaison et Jean-Marie Polese, Grand guide encyclopédique des champignons, Éditions Artémis, 1998,  (ISBN 2-84416-005-0)
- Dictionnaire de la Lande française, Éditions Loubatières
- http://www.sante.gouv.fr/htm/actu/31_051012.htm communiqué gouvernemental sur le danger présenté par l'espèce.